# Commodore VIC-20
Commodore VIC-20 (у Німеччині: VC-20; в Японії: VIC-1001) — 8-розрядний домашній комп'ютер, який випускала компанія Commodore Business Machines. VIC-20 анонсовано в червні 1980 року, приблизно за три роки після випуску Commodore PET. Це перший у світі комп'ютер, продаж якого перевищив 1 млн примірників. Усього було реалізовано понад 2,5 млн комп'ютерів цієї моделі. У ході конкурентної боротьби ціна впала від $299,95 до $55 (нижче від собівартості), але це з лишком окупилося завдяки продажу програмного забезпечення та аксесуарів.

## Технічні характеристики
Commodore VIC-20 був оснащений 8-розрядним мікропроцесором CSG/MOS 6502 з тактовою частотою 1,0227 МГц. Як відеоконтролер і звукогенератор використовувалася мікросхема VIC (Video Interface Chip 6560/6561). VIC дозволяла виводити кольорову графіку з роздільністю 176×184 пікселів або 23 рядки по 22 символи і відтворювати триголосий звук у діапазоні трьох октав. Обсяг ОЗП становив 5,5 КБ, з яких користувачеві було доступно 3583 байт, а 2 КБ використовувалося для системних потреб, зокрема для виведення відео. Випускалися картриджі розширення пам'яті обсягом від 3 до 64 КБ. У 16 КБ ПЗП був прошитий інтерпретатор Бейсика та KERNAL (операційна система низького рівня).

До VIC-20 можна було підключати джойстик, принтер VIC 1515, VIC Modem та інші периферійні пристрої. Як зовнішню пам'ять використовували картриджі, магнітофонні компакт-касети з фірмовим накопичувачем Commodore Datasette або дисковод Commodore 1540 для дискет розміром 5¼" об'ємом близько 170 КБ.

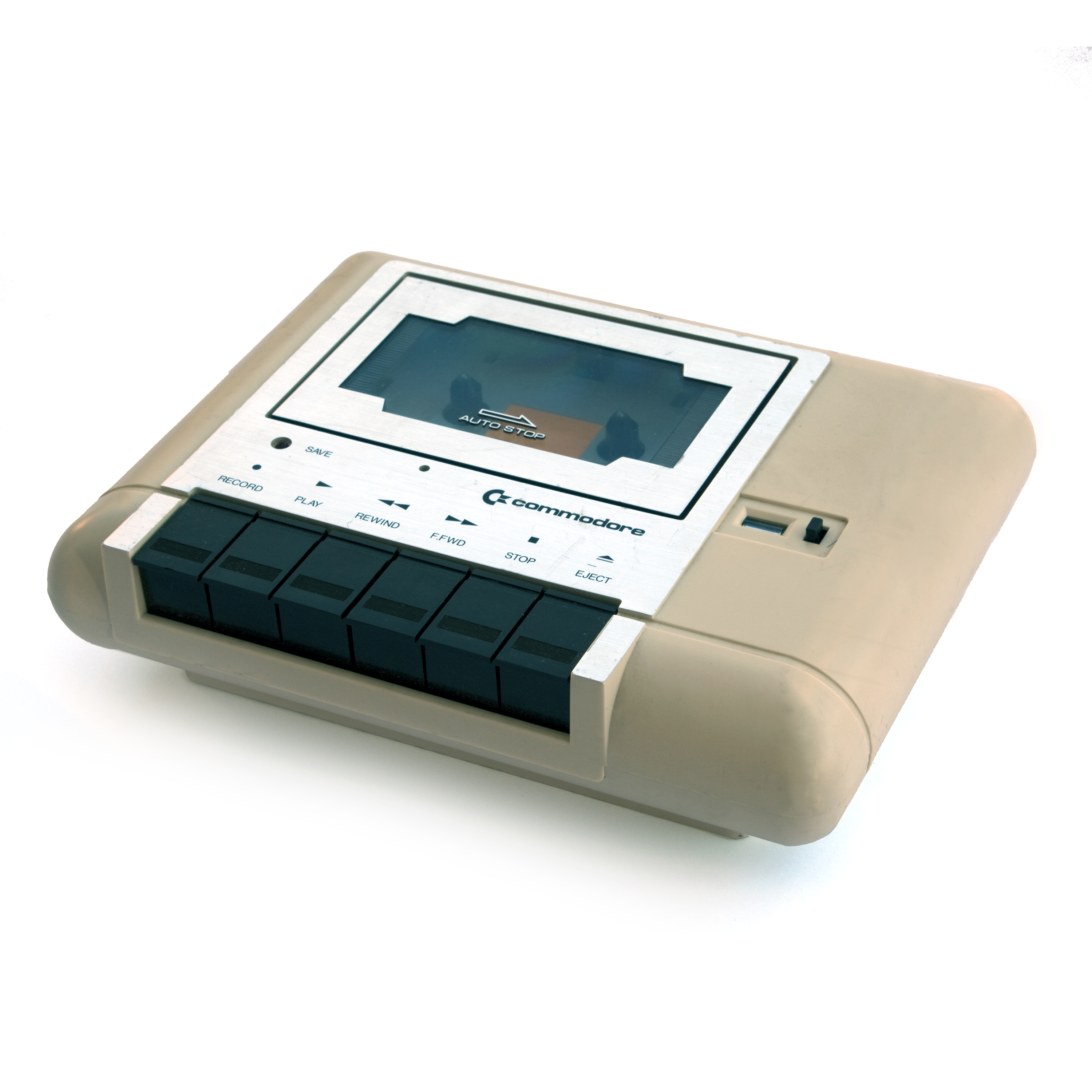
1530 Datasette
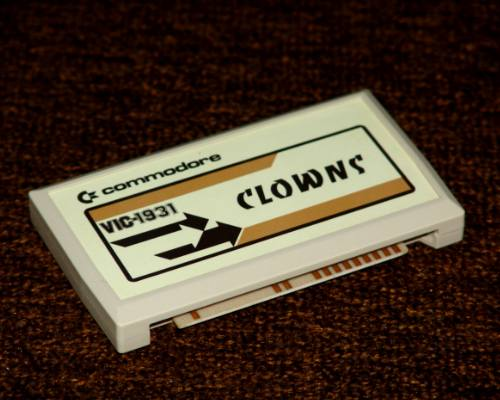
Картридж із програмою
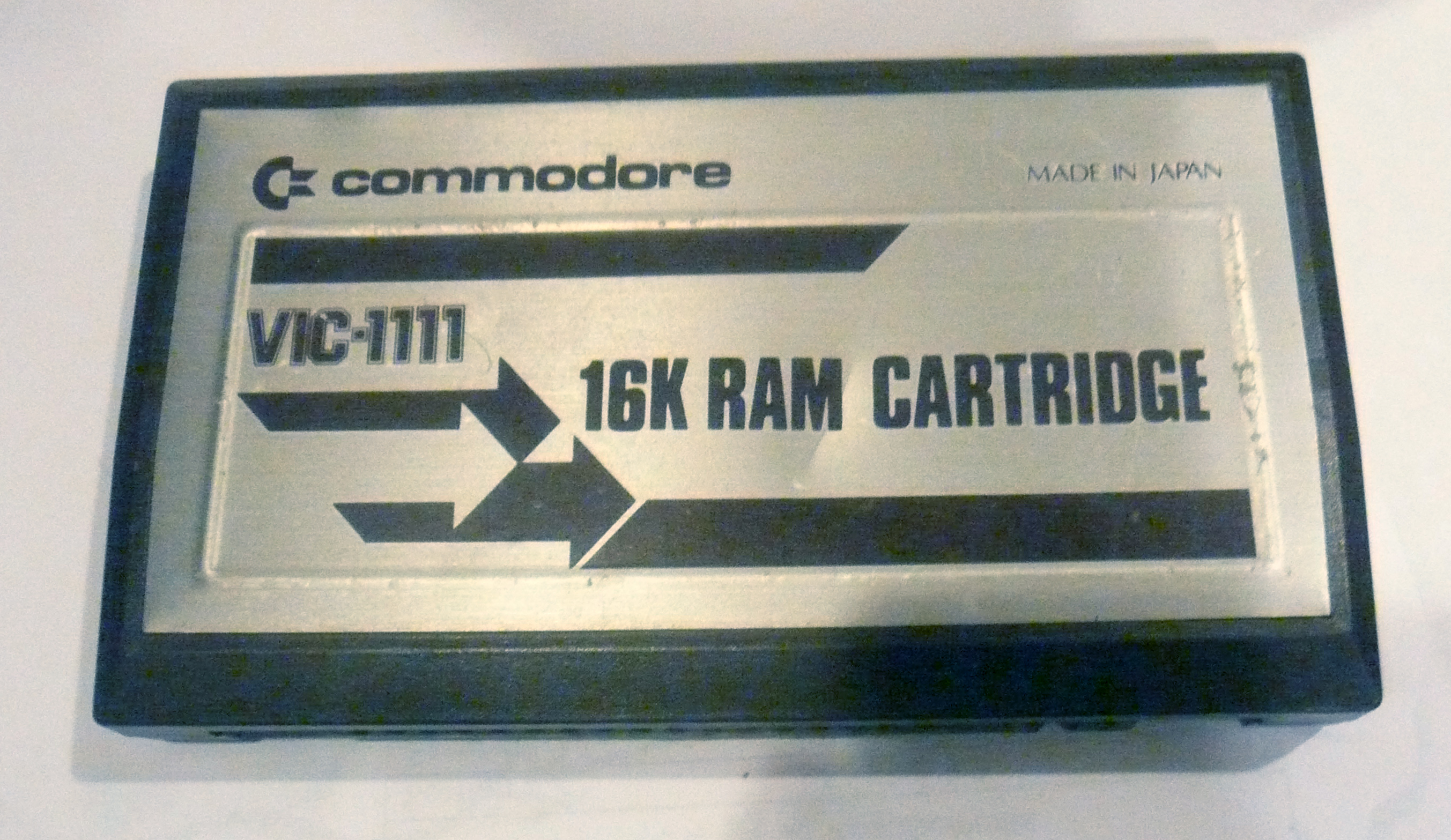
Картридж розширення ОЗП на 16 КБ

## Цікаві факти
- Лінус Торвальдс навчався програмуванню на Commodore VIC-20, що належав його дідусеві[4].
- Commodore VIC-20 був першим комп'ютером Ілона Маска[джерело?].